# Anna Howard Shaw

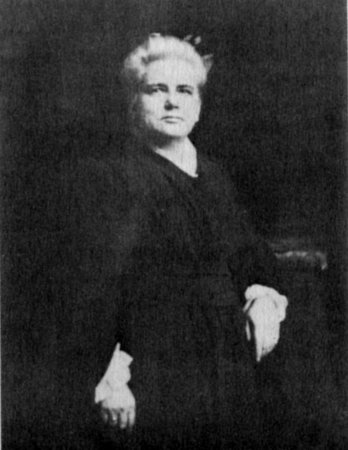
Anna Howard Shaw

Anna Howard Shaw (* 14. Februar 1847; † 2. Juli 1919) war eine methodistische Predigerin, führende US-amerikanische Bürgerrechtsaktivistin und Frauenrechtlerin. 

## Leben
Shaw wurde 1880 die erste weibliche methodistische Predigerin in den Vereinigten Staaten.
Shaw wurde in Newcastle-on-Tyne in England geboren. In ihrer Kindheit zog ihre Familie in die Vereinigten Staaten. Shaw studierte von 1872 bis 1875 am Albion College in Albion, Michigan. 1878 graduierte Shaw an der Boston University of School of Theology und erhielt 1885 den M.D. von der Boston University. 1878 war Shaw Pastorin an der Methodist Episcopal Church in Hingham, Massachusetts und von 1878 bis 1885 war sie als Pastorin in East Dennis tätig.

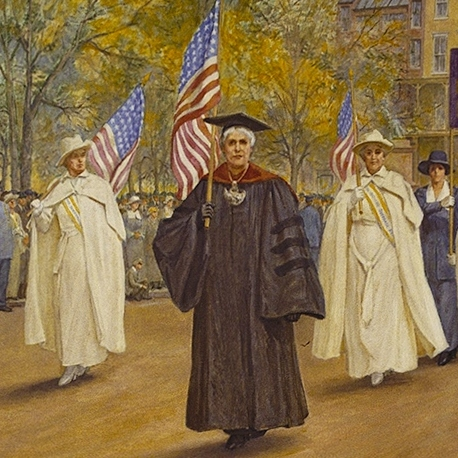
Demonstration zur Einführung des Frauenwahlrechts vor dem Kapitol, 1917, angeführt von der schwarz gekleideten Anna Howard Shaw und Carrie Chapman Catt

Shaw war eine Vertraute von Susan B. Anthony in der Frauenwahlrechtbewegung. 1904 wurde sie von Albert Kaltkoff, dem Pastor der St.-Martini-Gemeinde in Bremen, zum Predigen eingeladen, was sie vermutlich zur ersten Frau macht, die in einer deutschen Kirche predigen durfte. Shaw leitete den Verein National American Woman Suffrage Association von 1904 bis 1915. Ihr folgte Carrie Chapman Catt. Das Frauenwahlrecht wurde 1920 mit dem 19. Zusatzartikel zur Verfassung der Vereinigten Staaten in den Vereinigten Staaten durchgesetzt. 
Shaw engagierte sich auch in der Abstinenzbewegung. Sie diente von 1886 bis 1892 als Superintendent of franchise für den Verein Woman’s Christian Temperance Union. Im Ersten Weltkrieg hatte Shaw die Leitung des Women's Committee der United States Council of National Defense. Hierfür erhielt sie als erste Frau in den Vereinigten Staaten die Distinguished Service Medal.

## Ehrungen und Preise
Verschiedene Schulen erhielten in den Vereinigten Staaten ihr zu Ehren ihren Namen (unter anderem in West Philadelphia).
2000 wurde Shaw in die National Women’s Hall of Fame aufgenommen.